# Physalaemus
Physalaemus là một chi động vật lưỡng cư trong họ Leiuperidae, thuộc bộ Anura. Chi này có 43 loài và 16% bị đe dọa hoặc tuyệt chủng.

## Hình ảnh

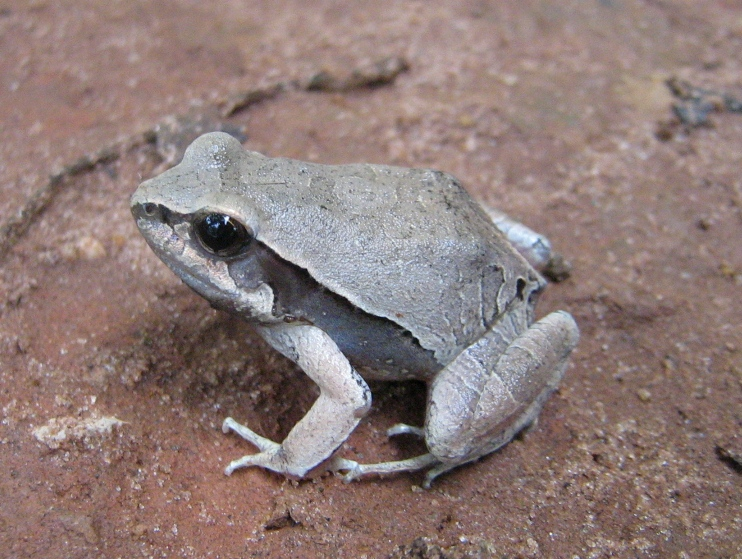
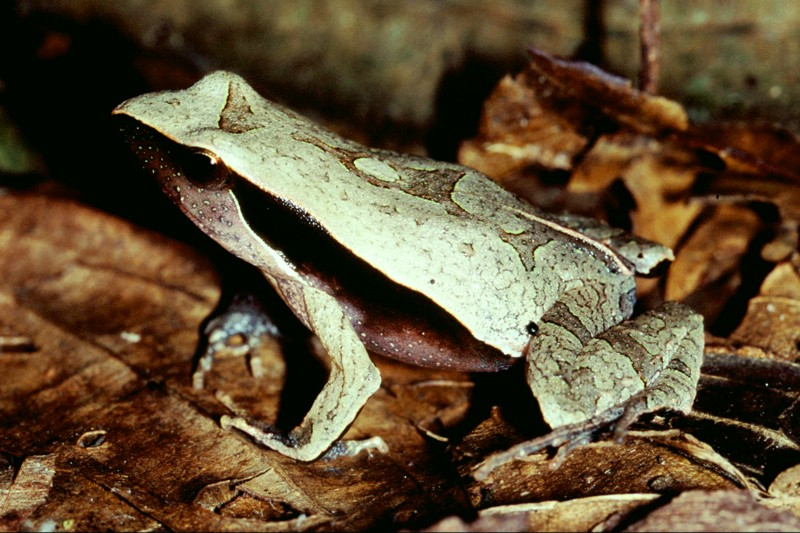
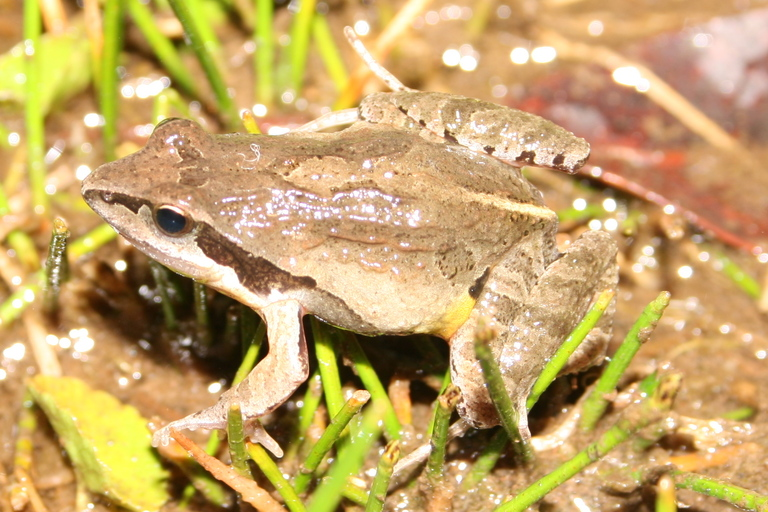